# Georg Lang (Beamter)

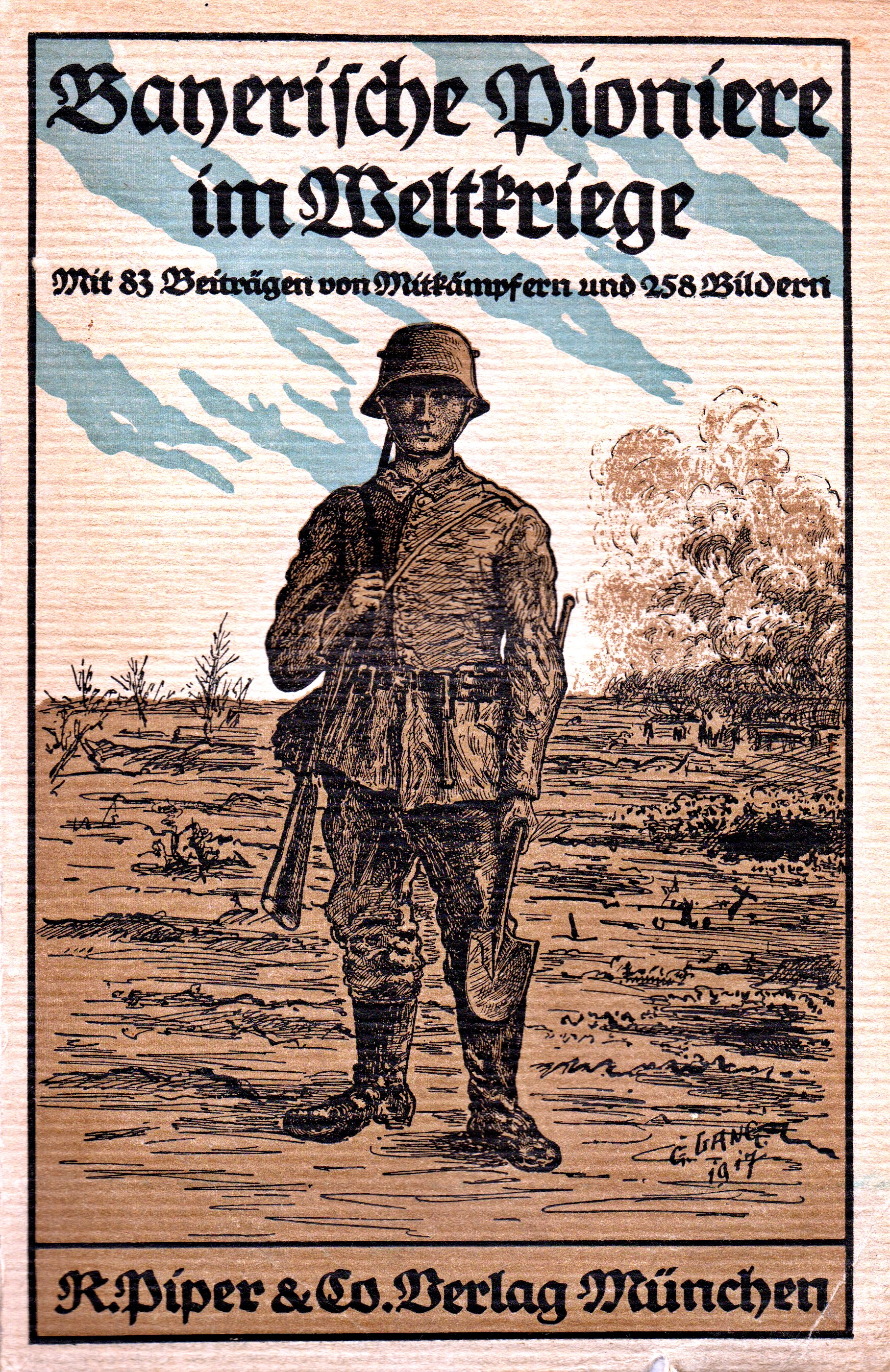
Georg Lang: Bayerischer Pionier, Bucheinband, 1918

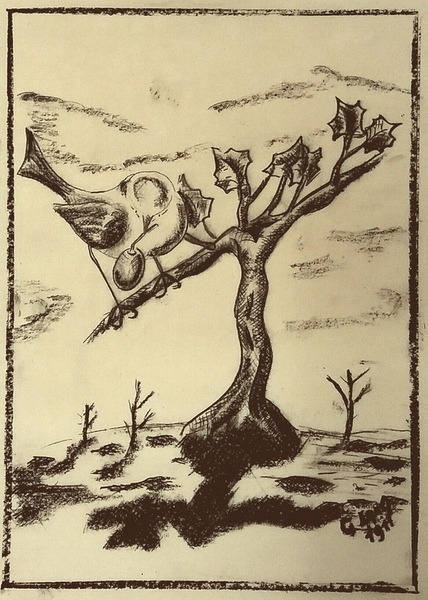
Georg Lang: Der Zilpzalp des Winzers Weidle, Kohlezeichnung 1911

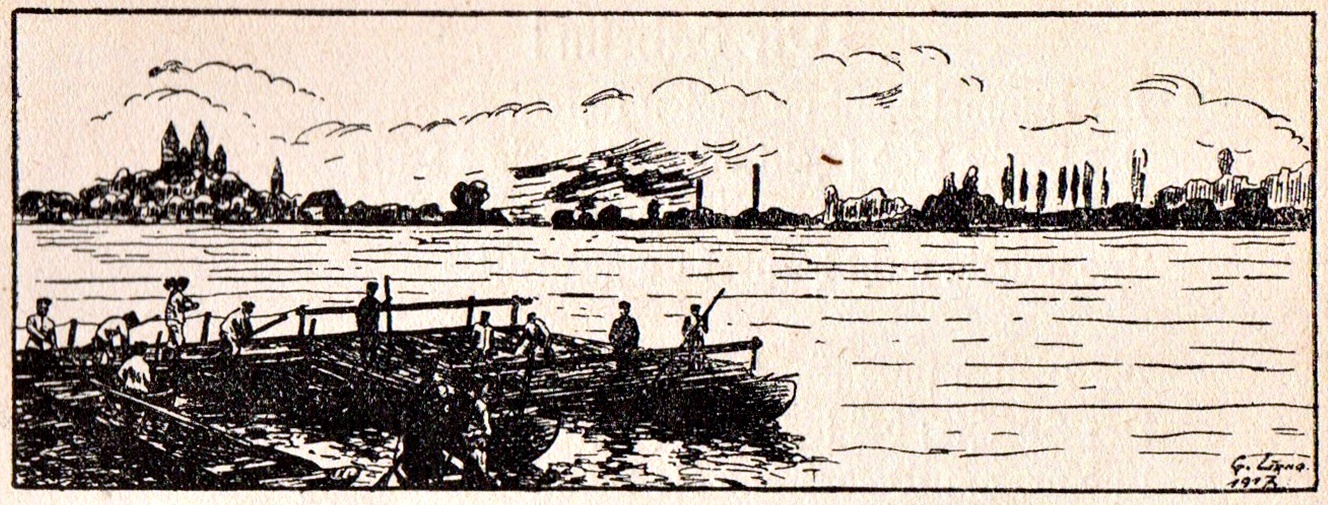
Georg Lang: Pioniere am Rhein bei Speyer, 1913

Georg Lang (* 3. November 1884 in Speyer; † 20. März 1944 in Speyer) war ein deutscher Finanzbeamter, Dichter und Zeichner.

## Leben und Wirken
Er war der Sohn des Speyerer Buchbindermeisters Georg Peter Lang und dessen Ehefrau Elisabeth, geb. Eichhorn.
Georg Lang besuchte das Humanistische Gymnasium seiner Heimatstadt, legte dort sein Abitur ab und trat in den Bayerischen Finanzdienst ein. Zunächst arbeitete er in Kaiserslautern, wo er seine spätere Ehefrau Wilhelmine Therese Graf (1891–1964) kennenlernte, die er 1913 heiratete. Sie war eine Schwester des Malers Karl Graf (1902–1986).
Nach der Heirat zog das Paar nach Speyer, wo Georg Lang als Rechnungskommissär und dann als Rentamtmann beim Finanzamt tätig wurde. Zuletzt hatte er die Position eines Regierungsrates und Leiters des Speyerer Finanzamtes inne.
Im Ersten Weltkrieg diente Lang als Vizefeldwebel beim Ersatzbataillon des in Speyer garnisonierenden 2. Königlich Bayerischen Pionier-Bataillons. Stets heimatgeschichtlich und künstlerisch interessiert, schrieb er nebenbei Essays und Gedichte, außerdem zeichnete er. Er arbeitete an einer Sammlung Speyerer Heimatsagen, für welche er auch Illustrationen anfertigte. Diese wurde allerdings nie fertiggestellt, sodass nur Fragmente erhalten sind. Als seine Truppeneinheit 1918 das Gedenkbuch Bayerische Pioniere im Weltkriege (München, Piper Verlag) veröffentlichte, wählte man eine kolorierte Zeichnung Georg Langs als Einbandbild aus. Eine weitere Zeichnung von ihm fand im Buch als Kopfvignette Verwendung. Überdies wurde darin sein Gedicht Bayerische Pioniere publiziert.